# Kumba Jaiteh
Ya Kumba Jaiteh (geb. 19. Juli 1988 in Dippa Kunda) ist eine gambische Rechtsanwältin und Politikerin.

## Leben
Ya Kumba Jaiteh studierte Jura in Gambia und Großbritannien. Sie absolvierte ihr Studium an der Anglia Ruskin University mit Auszeichnung.
Nach den Parlamentswahlen 2017 wurde Jaiteh vom Präsidenten Adama Barrow als eine von fünf zusätzlichen ernannten Mitgliedern des Parlaments bestimmt. Für den Präsidenten repräsentierte sie, als eine junge Aktivistin, die Jugend und ihre juristische Ausbildung wird der Nationalversammlung zugutekommen. Als Mitglied des Parlaments ist sie im Ausschuss für auswärtige Angelegenheiten und Regionalregierung und Land (englisch Foreign Affairs Committee and the Local Government and Lands Committee). Jaiteh ist auch Mitglied in der Female Lawyers Association of The Gambia (FLAG).
Am 25. Februar 2019 wurde ihre Nominierung ins Parlament von Barrow widerrufen, was Kontroversen darüber auslöste, inwiefern die Verfassung ihm diese Möglichkeit gebe. Der Widerruf soll im Zusammenhang mit einer Rede gestanden haben, in der sie Barrows Politik kritisiert habe. Am 4. März wurde Foday Gassama als Nachfolger nominiert. Ya Kumba Jaiteh klagte vor dem Supreme Court gegen diese Entscheidung, der am 28. Januar 2020 feststellte, dass der Widerruf der Ernennung verfassungswidrig und damit nichtig sei. Gleiches gelte für die Ernennung Gassamas. Die gambische Regierung bedauerte das Urteil, kündigte aber die sofortige Umsetzung an. Ende Februar 2020 legte die Regierung Berufung ein.
Im Oktober 2020 wurde sie beschuldigt, einen Polizeibeamten bei einem Einsatz angegriffen zu haben.
Jaiteh ist Mitglied der Female Lawyers Association Gambia und der United Democratic Party (UDP).
Bei den Parlamentswahlen 2022 trat Jaiteh als Kandidatin der UDP im Wahlkreis Serekunda an, wo sie sich mit 1263 Stimmen (23,35 %) als Dritte platzierte. Das Mandat erlangte der PDOIS-Kandidat Musa Cham (* 1971) mit 1799 Stimmen (33,25 %).